# Bummm!
1973-ban jelent meg az LGT harmadik albuma, a Bummm! Ez volt a zenekar első albuma, melyen Somló Tamás játszott, és az utolsó, ami Barta Tamás kilépése előtt jelent meg. Mivel Somló a zenekarba való belépéssel egy időben tanult meg basszusgitározni, a basszusszólamok nagy részét valójában Barta játszotta fel helyette.

## Leírás
Az albumot 1973-ban rögzítették, de csak 1974 elején jelent meg hivatalosan. Az első hanglemez kiadás, a magyar címkés változat volt, amely a Pepita gondozásában került a boltokba. Kemény György készítette az album borítóját, amely kihajtható volt és a Játékkártya kiadónál nyomtatták, azonban ez az első nyomtatású borító még a korra jellemzően puha papírra lett nyomtatva, amely nem bizonyult strapabírónak. 
A második változat nem sokkal az első verzió után, még 1974-ben kiadásra került, ez volt az exportváltozat. Ennek a kiadványnak a címkéjén a Pepita lemezkiadó emblémája volt látható, de a dalok címeit már angol nyelven tüntették fel. A borítója csak annyiban tér el az első változatétól, hogy az Export változat tasakját a Globus nyomdában nyomtatták ki, és ez már jóval masszívabb kartonpapírra került nyomtatásra. Azonban ebből a kiadásból sokkal kevesebb került forgalomba, mint az elsőből, mert nem sokkal a megjelenése után Barta Tamás disszidált és ez akkoriban azonnali lemeztiltást vont maga után. A két változat gyártását leállították és a lemezeket kivonták a bolti forgalomból. 
1982-ben a Bummm! lemez, technikailag korszerűsített változatként újra megjelent a Krém lemezkiadó gondozásában, de ekkor már az eredeti borítója helyett, egy eszköztelen, egységes tasakban került a boltok polcaira.

## Az album dalai
A-oldal
1. Ringasd el magad (A Képzelt riport-musicalből. Presser Gábor – Adamis Anna) – 4:54
2. Kék asszony (Presser Gábor – Adamis Anna) – 3:31
3. Gyere, gyere ki a hegyoldalba (Barta Tamás – Presser Gábor) – 2:45
4. Visszamegyek a falumba (Barta Tamás – Presser Gábor) – 4:00
5. Bárzene (Barta Tamás) – 4:15

B-oldal
1. Ő még csak most tizennégy (Barta Tamás – Adamis Anna) – 3:45
2. Szabadíts meg (Barta Tamás – Adamis Anna) – 3:40
3. Vallomás (Barta Tamás – Adamis Anna) – 3:55
4. Mondd, mire van? (Presser Gábor – Adamis Anna) – 2:35
5. Miénk itt a tér (Presser Gábor – Adamis Anna) – 3:00

## Közreműködők
- Barta Tamás – ének, elektromos, akusztikus és slide gitár, szájharmonika
- Laux József – dob, ütőhangszerek, motorkerékpár
- Presser Gábor – ének, zongora, Fender zongora
- Somló Tamás – ének, basszusgitár, altszaxofon
- "Shango Ray" Dely – konga, chékere
- Adamis Anna – versek

### Produkció
- Sárossy Tamás, Zsoldos Mari – hangmérnök
- Rónai István – zenei rendező
- Lengyel Miklós – fényképek
- Kemény György – grafika

### Televízió
A lemezből és a Kovács Kati és a Locomotiv GT c. albumból tv-show készült a Slágerszerviz c. sorozatban, amelyet 1974. június 8-án sugároztak az MTV1-en, 17:25-kor. (Ismétlés: 1974. július 16. MTV 2. műsor, 20:15).
A bemutatott dalok:
1. LGT: Ő még csak most 14
2. Kovács Kati: Az eső és én
3. Kovács Kati: Tanítsd meg a gyerekeket
4. LGT: Vallomás
5. Kovács Kati: Sorsom
6. LGT: Visszamegyek a falumba
7. Kovács Kati: Rock and roller
8. LGT: Miénk itt a tér